# Altinote neleus
Altinote neleus är en fjärilsart som beskrevs av Pierre André Latreille 1811. Altinote neleus ingår i släktet Altinote och familjen praktfjärilar. Inga underarter finns listade i Catalogue of Life.